# توبوليف تو-2
توبوليف تو-2 (عرفت أيضا باسم ANT-58 و 103 ؛ لقب تعريف الناتو بات) قاذفة سوفييتية المنشأ ذات محركين من حقبة الحرب العالمية الثانية. صممت الطائرة خصيصا كقاذفة نهارية سريعة وقاذفة انقضاضية، لذا فإن لها مخزن قنابل كبير وسرعة تماثل سرعة مقاتلات حقبتها.
استخدمت الطائرة لمواجهة طائرات يونكرز يو 88 الألمانية، وأثبتت فاعليتها أثناء وجودها في الخدمة. طورت نسخ مختلفة من الطائرة من ضمنها طائرة اعتراضية، وقاذفة طوربيد، وطائرة استطلاع. تعد هذه الطائرة من أفضل الطائرات السوفييتية في حقبة الحرب العالمية الثانية وساهمت بشكل فعال في المراحل الأخيرة من هجوم الجيش الأحمر على ألمانيا النازية. صنع منها 2,275 طائرة من مختلف النسخ وخدمت في جيوش الاتحاد السوفييتي ودول حلف وارسو، والصين، وكوريا الشمالية، وإندونيسيا.

## التصميم والتطوير
ألقت السلطات السوفييتية القبض على أندريه توبوليف وعدة مصممين آخرين سنة 1937 بتهم ملفقة ضمن عملية التطهير الكبير الذي طال العديد من الأشخاص في الحقبة الستالينية. رغم اعتقاله فإن الحكومة السوفييتية جعلت منه مدير فريق من مصممي الطائرات لإدراكها أهمية خبرته كمصمم طائرات في دعم المجهود الحربي السوفييتي.
أوكلت السلطات السوفييتية لتوبوليف مهمة تصميم الطائرة 103 مستند إلى تصاميم القاذفات الخفيفة طراز ANT-58 و ANT-59 و ANT-60.
أنهى فريق توبوليف تصميم النموذج الأولي الذي كان نسخة أكبر من القاذفة ANT-60 مزودة بمحركات أقوى من طراز أي إم 37. صنع النموذج في مصنع الإنشاءات التجريبية رقم 156 وحلق للمرة الأولى في 29 يناير 1941 بقيادة ميخائيل نوختينوف.
أصدرت الحكومة السوفيتية تعليمات الشروع بالانتاج المتسلسل للطائرة في مصنع أومسك للطائرات رقم 166 بحلول سبتمبر 1941، وبدأ توزيعها على الوحدات القتالية في مارس 1942.
صنعت 80 طائرة في مصنع أومسك وعدلت الطائرات بناءً على تقارير الطيارين خلال الطلعات القتالية. نظرا لقرار السلطات السوفيتية إيقاف انتاج محرك أي إم 37 و التركيز على تطوير وانتاج محرك أي إم 38 إف الخاص بطائرة إليوشن إل-2، فقد عدل توبوليف التصميم بالكامل مستخدما محركات آش-82 و بسَّط الطائرة لتسهيل عمليات التصنيع. عادت الطائرة للإنتاج المتسلسل بنهاية سنة 1943، وانتجت المصانع السوفيتية ما يقارب من 800 طائرة من الطراز بحلول شهر يونيو 1945، وإنتاج اجمالي بلغ 2,460 طائرة بحلول سنة 1952 صنع أغلبها في مصنع رقم 23 بموسكو.

## تاريخ الطائرة في الخدمة
بنيت الطائرة في الفترة بين 1941 و1948، وكانت القاذفة الثانية في الأهمية للقوات السوفيتية بعد قاذفة بيتلياكوف بي -2. أعادت هذه الطائرة الاعتبار لأندري توبوليف بعد اعتقاله أثناء عملية التطهير الستالينية، كما أن أطقم الطائرة أثنوا على الطائرة كثيرًا.
مكن تصميم هذه القاذفة الطيارين من المناورة بشكل كبير والتحليق بسرعة تضاهي سرعة الطائرات المقاتلة، كما أن تصميمها ساعدها على الاستمرار بالتحليق في حالة إصابتها بأضرار جسيمة.
تم تسليح كتيبة القاذفات 132 التابعة للجيش الجوي الثالث بطائرات تو-2، وقامت الطائرة بأولى طلعاتها القتالية فوق فيليكيي لوكي في الفترة بين نوفمبر وديسمبر 1942.
استخدمت الطائرة لدعم تقدم القوات السوفيتية نحو نهر دنيبر شهر فبراير 1943 وحلقت كتيبة القاذفات 132 في 47 طلعة هجومية لتدمير مدارج الطائرات و خطوط السكك الحديدية. إستمرت الطائرة في الخدمة إلى غاية شهر أبريل 1943.
خلال هذه الفترة تم إسقاط طائرتين و إصابة 7 طائرات أخرى بأضرار.
ظل الطراز داخل الخدمة في الاتحاد السوفياتي إلى غاية سنة 1950.
أرسل الاتحاد السوفييتي بعض الطائرات للقوات الجوية لجيش التحرير الشعبي الصيني لاستخدامها في الحرب الأهلية الصينية . أُسقطت بعض هذه الطائرات من طرف قوات الأمم المتحدة خلال الحرب الكورية.
استخدمت القوات الجوية لجيش التحرير الصيني طائرات تو-2 لقمع المتظاهرين في انتفاضة التبت عام 1959، كما تولت بعض أدوار الهجوم البري والاستطلاع والاتصال.
أحيلت الطائرة للتقاعد في الصين بحلول نهاية سبعينيات القرن العشرين.
نظرا لبساطة تصميم الطائرة ومتانتها، استخدمت القوات الجوية السوفييتية طائرة تو-2 كطائرة تجريبية لعدة محركات بعد الحرب العالمية الثانية، من ضمنها الجيل الأول من المحركات النفاثة السوفيتية.

## طرازات الطائرة

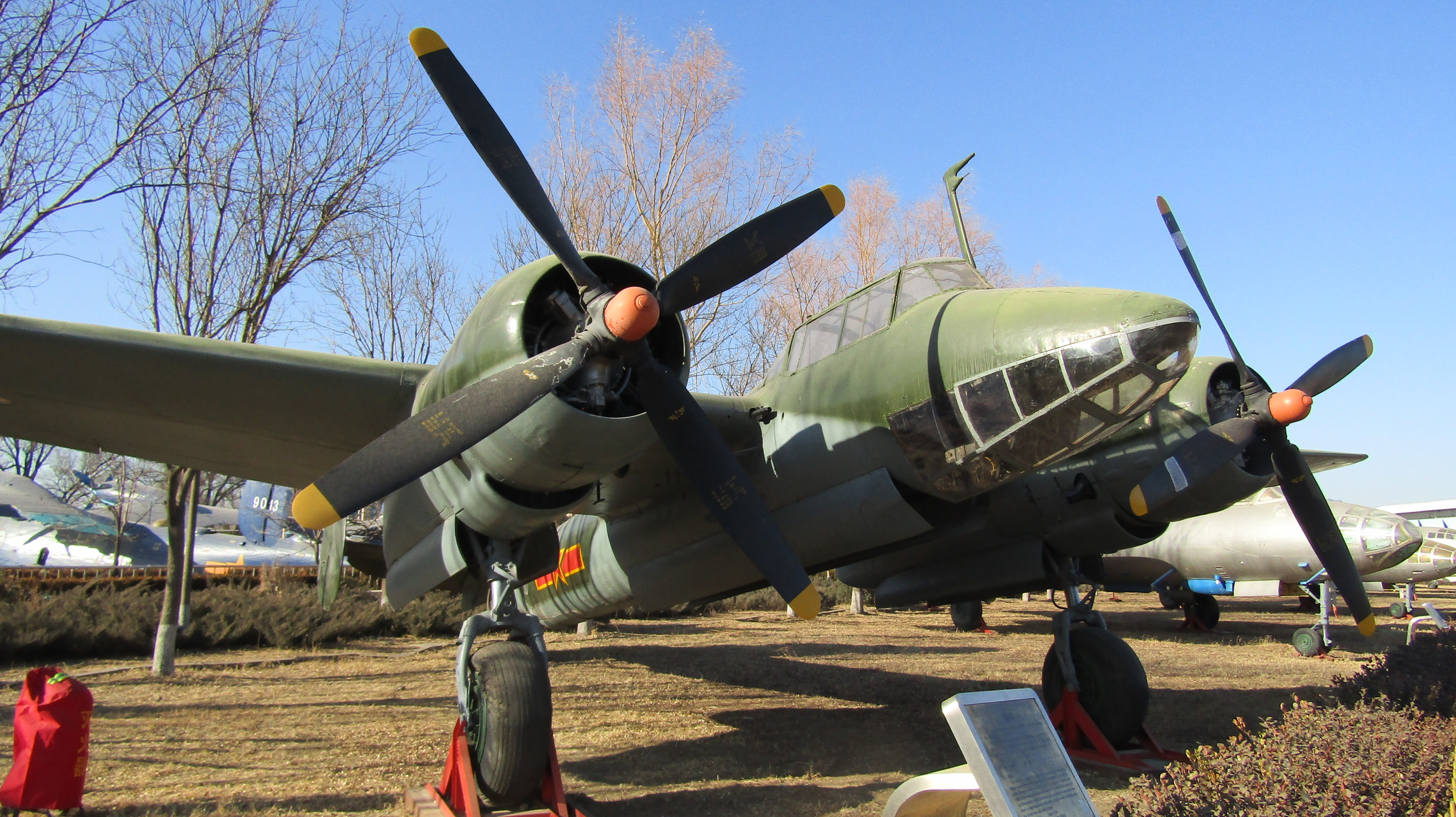
طائرة تو-2 إس في متحف الطيران الصيني ، بكين

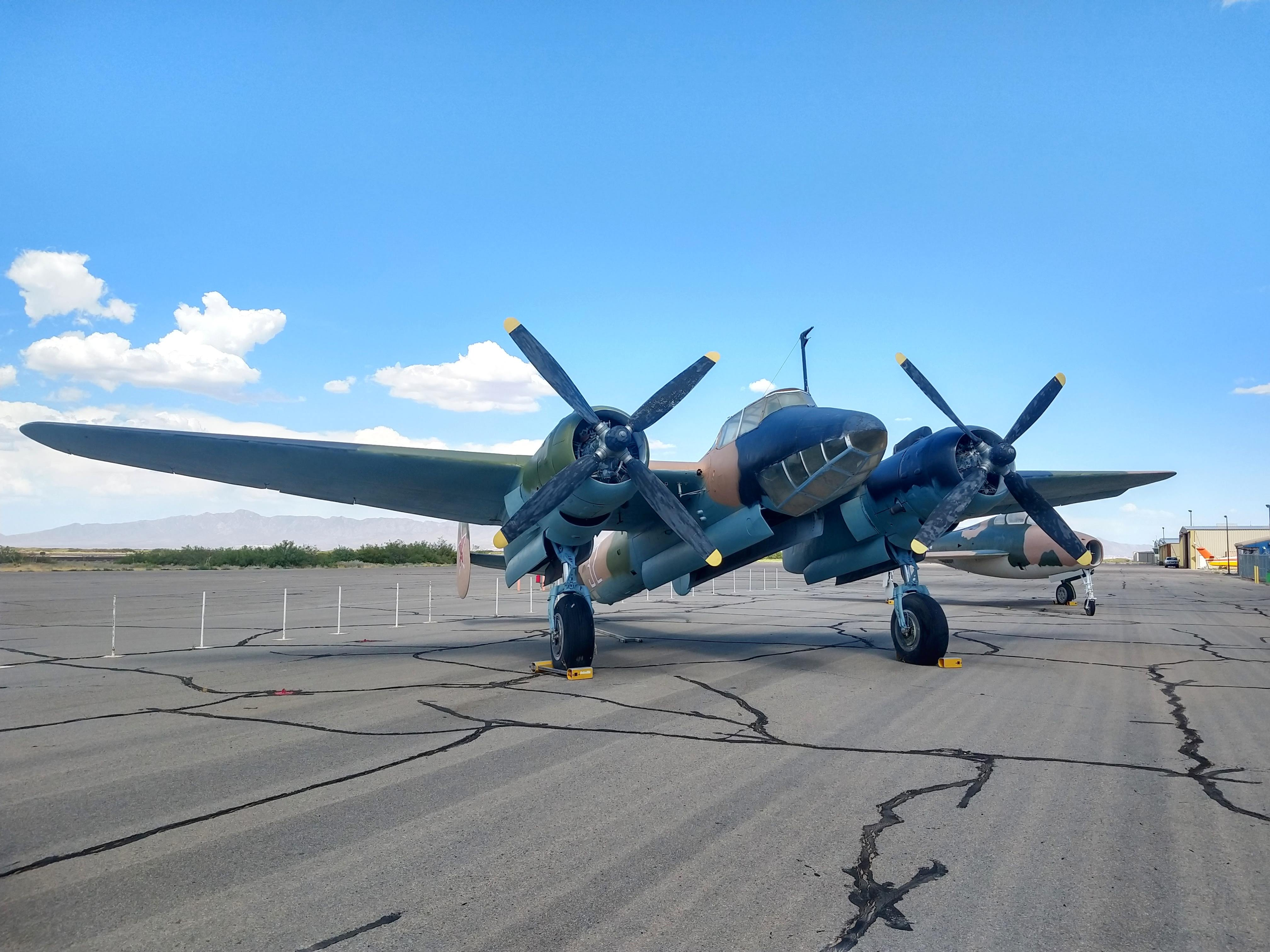
طائرة تو-2 في متحف جوي بولاية نيو مكسيكو الأمريكية

طائرة 103 (ANT-58)
النسخة الأولى. مزودة بثلاث مقاعد. السرعة القصوى 635 كم/س (395 ميل/س) عند 8,000 م (26,000 قدم) . مزودة بمحركين ميكولين أي إم 37 بقوة 1,044 كـو (1,400 حصان) (V-12 مبرد بالماء) ، 1941.
طائرة 103 يو (ANT-59)
نسخة معدلة لطاقم من أربعة مقاعد. انخفضت السرعة القصوى إلى 610 كم/س (380 ميل/س) . استخدمت نفس محركات ميكولين أي إم 37.
طائرة 103 في (ANT-60)
مماثلة لطائرة ANT-59 ولكن بمحركات شفيستوف آش-82 المبردة بالهواء بعد إلغاء محركات أي إم 37.
طائرة 104
نسخة معدلة للقيام بأدوار الطائرات الإعتراضية.
ANT-64
تصور لقاذفة ثقيلة طويلة المدى بأربعة محركات. تم إلغاؤه وصممت الطائرة تو-4 كبديل .
ANT-66
طائرة ركاب تتسع لـ 52 مقعدًا. صممت بناءً على تصميم الطائرة ANT-64
ANT-63
نموذج أولي لقاذفة نهارية عالية السرعة.
تو-1
نموذج أولي لمقاتلة ليلية بثلاثة مقاعد.
تو -2
طائرة الإنتاج التسلسلي: أنتجت بمحركين من نوع شفيستوف آش-82 المبردة بالهواء بقوة 1,081 كـو (1,450 حصان) سنة 1942.
تو-2 دي (ANT-62)
قاذفة بعيدة المدى ، ظهر النموذج الأول في أكتوبر 1944. للطائرة أجنحة أكبر وطاقم مكون من خمسة طيارين ومحركات شفيستوف آش-82 معدلة بقوة 1,380 كـو (1,850 حصان) 
تو-2 دي (ANT-67)
قاذفة بعيدة المدى بخمسة مقاعد تشبه ANT-62 مزودة بمحركات شارومسكي آش-30.
تو-2DB (ANT-65)
قاذفة استطلاعية طورت من طراز تو-2 دي للعمل على ارتفاعات شاهقة ومزودة بمحركين من طراز ميكولين أي إم 44 تي كيه وشاحن توربيني.
تو-2 إف
طائرة استطلاع وتصوير.
تو-2 جي
طائرة نقل عالية السرعة.
تو-2 كيه
طائرتان مخصصتان لتجربة مقاعد الطرد.
تو-2 إل إل
طائرتان مخصصتان لتجربة المحركات.
تو-2 إم
نموذج مزود بمحركات مكبسية شعاعية طراز آش-83 بقوة 1,417 كـو (1,900 حصان).
تو-2 أن
طائرة مخصصة لإختبار محرك رولز رويس نيني التوربيني .
تو -2 بارافان
طائرتان مخصصتان لاختبار قواطع وحواجز الكابلات البالونية.
تو-2 آر
طائرة استطلاع.
تو-2 آر ش آر
طائرة اختبار لمدفع عيار 57 مـم (2.2 بوصة).
تو-2 إس
طائرة مخصصة لإختبار محركات مكبس شعاعي طراز شفيزتوف آش 82 بقوة 1,380 كـو (1,850 حصان).
تو-2 إس آر إل إس
نموذج طور سرا لمقاتلة ليلية مزودة برادار. تشير بعض الوثائق بأن تطوير الطائرة بدأ سنة 1943، وأن هذا النموذج أساس تطوير طائرة توبوليف تو-1.
تو-2 ش
نموذج أولي لطائرة هجوم أرضي. إختبرت القوات المسلحة السوفييتية نموذجين: نموذج سنة 1944 (مسلح بمدفع عيار 76 مـم (3.0 بوصة) و بطارية رشاشات مكونة من 88 رشاش عيار 7.62 مـم (0.300 بوصة) مثبتة في حجرة القنابل) ونموذج سنة 1946 (مسلح بمدفعين آليين عيار 37 مم و مدفعين عيار 45 مم).
تو-2 تي
قاذفة طوريبدات لتسليح وحدات الطيران البحري السوفييتية.
تو-2U
طائرة تدريبية.
تو-6
طائرة استطلاعية.
تو-8 (ANT-69)
قاذفة بعيدة المدى مطورة من طائرة تو-2 دي
تو-10 (ANT-68)
قاذفة قنابل مصممة للتحليق على ارتفاعات شاهقة. شهدت خدمة محدودة سنة 1943، تعرف أيضا باسم توبوليف تو-4.
توبوليف تو-12
نموذج أولي لقاذفة نفاثة متوسطة المدى.

## المشغلون

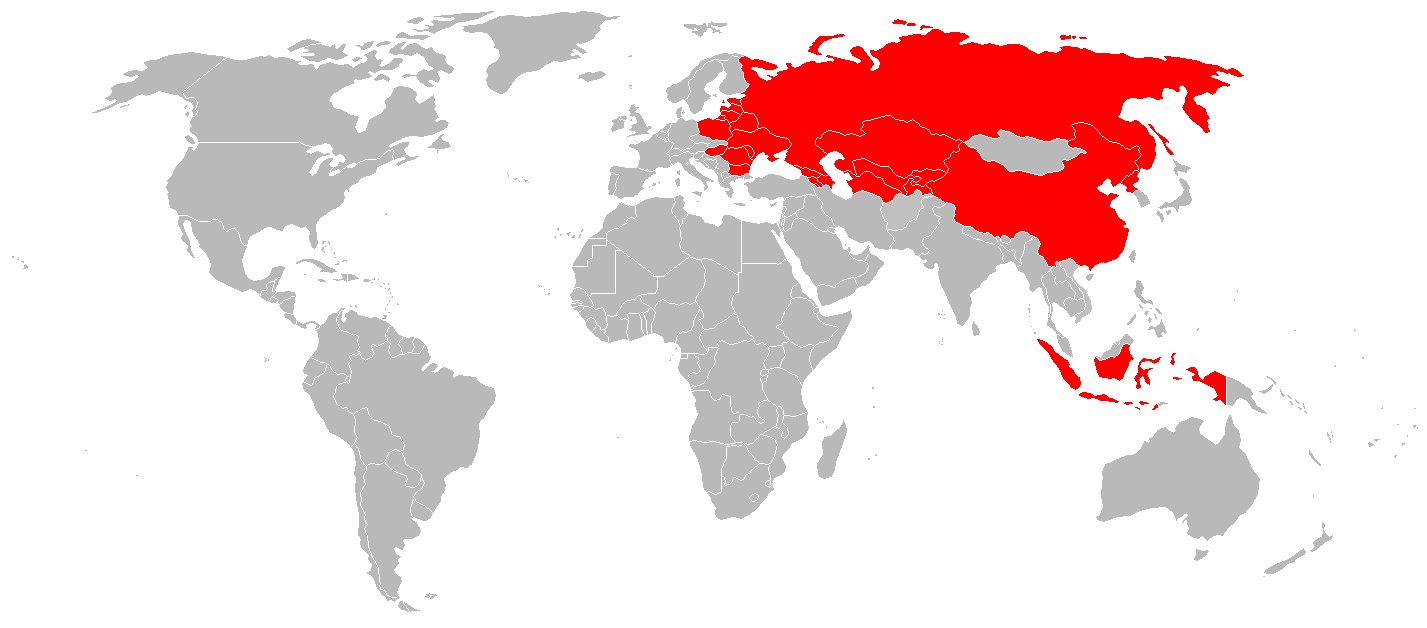
مشغلو تو-2

### خلال الحرب العالمية الثانية
الاتحاد السوفيتي
- القوات الجوية السوفيتية

### بعد الحرب العالمية الثانية
بلغاريا
- القوات الجوية البلغارية

 الصين
- استوردت القوات الجوية لجيش التحرير الشعبي 62 طائرة تدريب و 311 قاذفة في الفترة من 1949 و 1952. أحيلت آخر 30 طائرة من الطراز للتقاعد سنة 1982.

 المجر
- القوات الجوية المجرية

 إندونيسيا
- القوات الجوية الاندونيسية

 كوريا الشمالية
- سلاح الجو الكوري الشمالي

 بولندا
- القوات الجوية البولندية : ثمان طائرات في الفترة بين 1949 و أوائل الستينيات [8]
- البحرية البولندية

 رومانيا
- القوات الجوية الرومانية: استلمت القوات الجوية الرومانية ست طائرات سنة 1950 من ثلاث طرازات مختلفة
  - 2× تو-2s
  - 2 × من طراز تو-2
  - 2 × تو-6s

 الاتحاد السوفيتي
- القوات الجوية السوفيتية

## المواصفات
البيانات من Gordon، Yefim؛ Rigmant، Vladimir (2005). OKB Tupolev (ط. 1st). Hinkley: Midland Publishing. ص. 83-97. ISBN:1-85780-214-4.
الخصائص العامة
- طاقم: 4
- طول: 13.8 م (45 قدم 3 بوصة)
- باع الجناح: 18.86 م (61 قدم 11 بوصة)
- ارتفاع: 4.13 م (13 قدم 7 بوصة)
- الوزن فارغة: 7,601 كـغ (16,757 رطل)
- الوزن الإجمالي: 10,538 كـغ (23,232 رطل)
- وزن الإقلاع الأقصى: 11,768 كـغ (25,944 رطل)
- محركات: 2 × شفيتزوف آش-82 14 أسطوانة تبرد بالهواء, 1,380 كـو (1,850 حصان) الواحد
- مراوح: 3-ريشة, 3.8 م (12 قدم 6 بوصة) diameter وزن: 178 كجم، زاوية الإنحناء : 23-53°

أداء
- السرعة القصوى: 528 كم/س (328 ميل/س؛ 285 عقدة) [9]
- مدى: 2,020 كـم (1,255 ميل؛ 1,091 nmi)
- سقف الخدمة: 9,000 م (29,528 قدم)
- معدل الصعود: 8.2 م/ث (1,610 قدم/د)
- الحمل على الجناح: 220 كـغ/م2 (45 رطل/قدم2)
- الطاقة / الكتلة: 0.260 kW/kg (0.158 hp/lb)

تسليح

- مدفع رشاش: 

  - 2 × مدفع عيار 20 مم في الأجنحة.
  - 3 × رشاش عيار 7.62 باتجاه الخلف.
- القنابل: 1,500 كـغ (3,300 رطل) مخزن القنابل الداخلي 2,270 كـغ (5,000 رطل) على الأجنحة

## مطالعة معمقة
- Bergström, Christer. Black Cross – Red Star, Air War over the Eastern Front. Volume 4. Stalingrad to Kuban. Vaktel Books, 2019. (ردمك 978-91-88441-21-8)
- Bishop, Chris. The Encyclopedia of Weapons of WWII: The Comprehensive Guide to Over 1,500 Weapons Systems, Including Tanks, Small Arms, Warplanes, Artillery, Ships, and Submarines. New York: Sterling, 2002. (ردمك 1-58663-762-2).
- Collins، Jeremy (Spring 1994). "'Bat' Perspectives". Air Enthusiast. ع. 53. ص. 22–23. ISSN:0143-5450.
- Ethell, Jeffrey L. Aircraft of World War II. Glasgow: HarperCollins/Jane's, 1995. (ردمك 0-00-470849-0).
- Jackson, Robert. Aircraft of World War II: Development, Weaponry, Specifications: Leicester, UK: Amber Books, 2003. (ردمك 1-85605-751-8).
- Leonard, Herbert. Encyclopaedia of Soviet Fighters 1939–1951. Paris: Histoire & Collections, 2005. (ردمك 2-915239-60-6).
- Munson, Kenneth. Aircraft of World War II. New York: Doubleday and Company, 1972. (ردمك 0-385-07122-1).

## روابط خارجية
- طائرة تو-2 على موقع Aviation.ru (مؤرشف)
- جولة حول طائرة تو-2 من متحف مونينو، روسيا
- طائرة تو-2 في موقع طائرات الحرب العالمية الثانية
- موقع عائلة طائرات تو-2 (مؤرشف)
- صورة بطارية رشاشات طراز تو-2 ش نسخة محفوظة 7 مارس 2016 على موقع واي باك مشين.